# 尹錫珉
尹 錫珉（ユン・ソンミン、朝: 윤석민、1986年7月24日 - ）は、大韓民国の京畿道・九里市出身の元プロ野球選手（投手）。2008年北京オリンピック野球金メダリスト。本貫は坡平尹氏。又従弟は江原FCで活動するプロサッカー選手の尹錫榮である。

## 経歴

### 第一次起亜時代
2005年の2次ドラフト1位（全体の6番目）で起亜タイガースに入団し、1年目からセットアッパーとして53試合に登板。
2006年はシーズン当初はセットアッパーとして起用されたが、不調の張文碩（チャン・ムンソク）に代わり後半から抑えとして19セーブを挙げた。
2007年シーズンも抑えの予定だったが、先発1・2番手の予定だったセス・グライシンガーの日本球界への移籍と金鎭尤（キム・ジンウ）の故障で先発投手として起用された。シーズン開幕戦で生涯初めての先発登板をし、6回1/3イニング1失点（自責点0）で好投したが、打線支援を受けず敗戦投手になった。シーズン前半には1失点（自責点0）敗が2回、失点すれば必ず敗戦という不運に苦しめられ、後半には先発1年次投手の体力的問題も露出し防御率3.78、7勝18敗の成績で最多敗戦投手となった。力投が報われずに負け数だけ増えて、韓国では彼のことを「不幸なエース」と呼ぶようになった。シーズンが終われば惨憺な成績を残したため、MLBカンザスシティ・ロイヤルズのザック・グレインキーのようにマウンドに上がることに恐怖症を覚えるのではないかという心配も多かった。
2008年の北京オリンピック野球韓国代表に選ばれ、最初は好調にもかかわらず、代表の選考から漏れて論議を起こした。しかし、代表に選ばれた斗山ベアーズの林泰勲（イム・テフン）がオリンピック直前に極度の不振に陥り、林に変わって代表に抜擢された。オリンピックでは不安定な投球が続いた韓基周（ハン・ギジュ）、大会中不振に陥った呉昇桓（オ・スンファン）、腰に故障を抱えていた鄭大炫（チョン・デヒョン）などに代わり、役割を問わないリリーフの主軸として活躍。チーム内最多登板および最多勝投手となった。また、韓国チームの金メダル獲得で兵役免除の恩恵を受けた。シーズンでは14勝5敗、防御率2.33の好成績を挙げ、最優秀防御率のタイトルを獲得した。
2009年第2回WBC韓国代表に抜擢された。準決勝の対ベネズエラ戦で先発登板。MLBでも一目置かれる強打者が並んだベネズエラ打線を相手に6回1/3を2失点で抑え、勝利投手になり、韓国代表の決勝進出に貢献した。韓国プロ野球公式戦では、序盤は韓基周の不振により抑えを任されたが、夏場から先発として活躍。チームの12年ぶりの韓国シリーズ優勝に貢献した。
2010年は、6月18日SK戦で3対2のリードで迎えた9回途中に交代したあと、チームは逆転負けを喫した。試合後、かっとなり、ロッカールームで八つ当たりをして右手子指を骨折。このような行動はチームの雰囲気を害することとし、他球団監督らを始めとする関係者たちに多くの批判を受けた。ケガから復帰した8月15日にもピッチャー返しを受け、今度は左手を骨折。投球内容もムラがあり、5勝しか挙げず不本意なシーズンに終わる。同年の広州アジア大会韓国代表にも選ばれ、プロ野球公式戦とは対照的に好投を続け、決勝の台湾戦で2番手として5回を無失点に抑え胴上げ投手となるなど、優勝に貢献した。
2011年はシーズン中に離脱することなくチームのエースとして活躍し、最多勝、最優秀防御率、最多奪三振、最高勝率の4つの個人タイトルを獲得。他にも自身初となる公式戦MVPとゴールデングラブ賞を受賞するなど、最高のシーズンとなった。オフにはスコット・ボラスと代理人契約を結び、この年資格を得たポスティングシステムを行使してのメジャー挑戦の可能性も報じられたが、球団の説得で所属チームに残留した。
2012年は先発ローテーションをほぼ守ったが、勝ち星に恵まれず、9勝どまりだった。
2013年3月、第3回WBCでは韓国代表として2度目の出場となった。第1ラウンド開幕戦のオランダ戦で先発したが、敗戦投手となった。公式戦では深刻な不振に陥り、3勝6敗7セーブの成績を残すにとどまった。同年シーズン終了後にFA権を行使した。

### オリオールズ傘下時代
2014年2月17日、ボルチモア・オリオールズと総額575万ドルの3年契約を結んだことが発表された。3月19日にAAAに所属するノーフォーク・タイズへ異動した。ノーフォークでは23試合の登板で4勝8敗、防御率5.74と打ち込まれ、8月31日にメジャー40人枠から外された。

### 第二次起亜時代
2015年3月5日にオリオールズとの契約を解除し、翌日に古巣の起亜タイガースと4年総額90億ウォンで契約した。同年は抑えとして起用され自己最多の30セーブを記録。
2016年は故障により登板機会が減少し、2017年は一軍出場がなかった。
2018年は一軍で主にリリーフとして起用された。
2019年も再び一軍出場がなく、12月13日に現役引退を発表した。

### 引退後
2021年5月30日、光州起亜チャンピオンズフィールドで引退式が開催された。

## 選手としての特徴
主にストレートと強力なスライダーを武器とし、フォーシーム・ファストボールやカーブ、チェンジアップ、スプリットに加え、パームボールを投げることができるのが特徴であった。

## 詳細情報

### 年度別投手成績
| 年 度      | 球 団      | 登 板 | 先 発 | 完 投 | 完 封 | 無 四 球 | 勝 利 | 敗 戦 | セ 丨 ブ | ホ 丨 ル ド | 勝 率 | 打 者 | 投 球 回 | 被 安 打 | 被 本 塁 打 | 与 四 球 | 敬 遠 | 与 死 球 | 奪 三 振 | 暴 投 | ボ 丨 ク | 失 点 | 自 責 点 | 防 御 率 | W H I P |
| ---------- | ---------- | ----- | ----- | ----- | ----- | -------- | ----- | ----- | -------- | ----------- | ----- | ----- | -------- | -------- | ----------- | -------- | ----- | -------- | -------- | ----- | -------- | ----- | -------- | -------- | ------- |
| 2005       | KIA        | 53    | 0     | 0     | 0     | 0        | 3     | 4     | 7        | 0           | .429  | 372   | 84.0     | 92       | 8           | 32       | 2     | 6        | 49       | 3     | 0        | 47    | 40       | 4.29     | 1.48    |
| 2006       | KIA        | 63    | 0     | 0     | 0     | 0        | 5     | 6     | 19       | 9           | .455  | 381   | 94.2     | 81       | 5           | 27       | 3     | 4        | 75       | 5     | 0        | 26    | 24       | 2.28     | 1.14    |
| 2007       | KIA        | 28    | 26    | 2     | 1     | 0        | 7     | 18    | 0        | 0           | .280  | 703   | 162.0    | 161      | 10          | 59       | 1     | 15       | 104      | 2     | 0        | 76    | 68       | 3.78     | 1.36    |
| 2008       | KIA        | 24    | 23    | 1     | 0     | 0        | 14    | 5     | 0        | 1           | .737  | 612   | 154.2    | 121      | 10          | 42       | 0     | 4        | 119      | 2     | 0        | 45    | 40       | 2.33     | 1.05    |
| 2009       | KIA        | 27    | 16    | 0     | 0     | 0        | 9     | 4     | 7        | 0           | .692  | 510   | 119.2    | 110      | 9           | 44       | 1     | 8        | 117      | 1     | 0        | 52    | 46       | 3.46     | 1.29    |
| 2010       | KIA        | 23    | 13    | 0     | 0     | 0        | 6     | 3     | 3        | 0           | .667  | 432   | 101.0    | 95       | 5           | 36       | 0     | 3        | 94       | 3     | 0        | 48    | 43       | 3.83     | 1.30    |
| 2011       | KIA        | 27    | 25    | 3     | 3     | 0        | 17    | 5     | 1        | 0           | .773  | 679   | 172.1    | 137      | 10          | 44       | 0     | 6        | 178      | 2     | 1        | 53    | 47       | 2.45     | 1.05    |
| 2012       | KIA        | 28    | 24    | 3     | 2     | 0        | 9     | 8     | 0        | 0           | .529  | 619   | 153      | 120      | 9           | 33       | 0     | 8        | 137      | 4     | 2        | 60    | 53       | 3.12     | 1.00    |
| 2013       | KIA        | 30    | 11    | 1     | 0     | 0        | 3     | 6     | 7        | 2           | .333  | 372   | 87.2     | 91       | 9           | 28       | 0     | 1        | 76       | 0     | 1        | 41    | 39       | 4.00     | 1.36    |
| 2015       | KIA        | 51    | 0     | 0     | 0     | 0        | 2     | 6     | 30       | 0           | .333  | 297   | 70       | 69       | 4           | 24       | 7     | 2        | 68       | 1     | 0        | 23    | 23       | 2.96     | 1.33    |
| 2016       | KIA        | 16    | 3     | 0     | 0     | 0        | 2     | 2     | 1        | 6           | .500  | 139   | 31       | 36       | 1           | 8        | 0     | 4        | 26       | 1     | 0        | 14    | 11       | 3.19     | 1.42    |
| 2018       | KIA        | 28    | 3     | 0     | 0     | 0        | 0     | 8     | 11       | 0           | .000  | 182   | 40       | 55       | 9           | 10       | 2     | 0        | 29       | 5     | 0        | 32    | 30       | 6.75     | 1.63    |
| 通算：14年 | 通算：14年 | 398   | 144   | 12    | 6     | 0        | 77    | 75    | 86       | 18          | .507  | 5298  | 1270     | 1168     | 89          | 387      | 16    | 62       | 1072     | 28    | 4        | 517   | 464      | 3.29     | 1.22    |

- 各年度の太字はリーグ最高

### タイトル・表彰
- 最優秀防御率：2回 （2008年、2011年）
- 最多勝利：1回 （2011年）
- 最多奪三振：1回 （2011年）
- 最高勝率：1回 （2011年）
- MVP：1回 （2011年）
- ゴールデングラブ賞：1回 （2011年）

### 背番号
- 20 （2005年 - 2009年、2015年 - 2017年）
- 28 （2010年）
- 21 （2011年 - 2013年）
- 24 （2018年 - 2019年）